# Liste des aéroports les plus fréquentés au Danemark
Ceci est une liste des aéroports les plus fréquentés du Danemark en nombre total de passagers par an .. 

## En graphique
Pour des raisons techniques, il est temporairement impossible d'afficher le graphique qui aurait dû être présenté ici.

Voir la requête brute et les sources sur Wikidata.

## En tableau
| Aéroport           | Ville      | Code AITA | Code OACI | Total passagers 2018 | Evolution 2017–2018 |
| ------------------ | ---------- | --------- | --------- | -------------------- | ------------------- |
| Copenhague-Kastrup | Copenhague | CPH       | EKCH      | 30 298 428           | 3.8%                |
| Billund            | Billund    | BLL       | EKBI      | 3 515 978            | 4.0%                |
| Aalborg            | Aalborg    | AAL       | EKYT      | 1 585 573            | 5.6%                |
| Aarhus             | Aarhus     | AAR       | EKAH      | 486 152              | 30.5%               |
| Rønne-Bornholm     | Rønne      | RNN       | EKRN      | 264 544              | 0.5%                |
| Karup (en)         | Viborg     | KRP       | EKKA      | 133 836              | -8.5%               |
| Sønderborg         | Sønderborg | SGD       | EKSB      | 72 215               | 14.7%               |
| Esbjerg            | Esbjerg    | EBJ       | EKEB      | 70 307               | -16.9%              |